# Autoschip

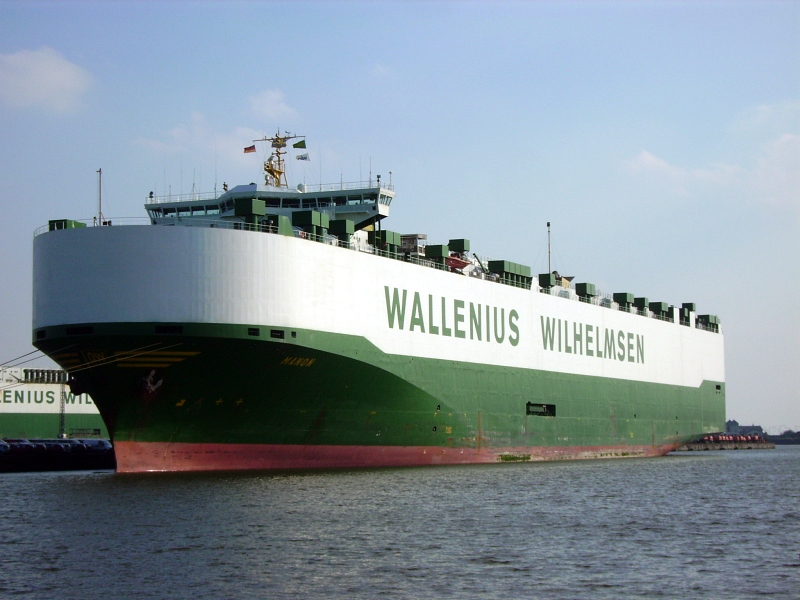
Autoschip van Wallenius Wilhelmsen

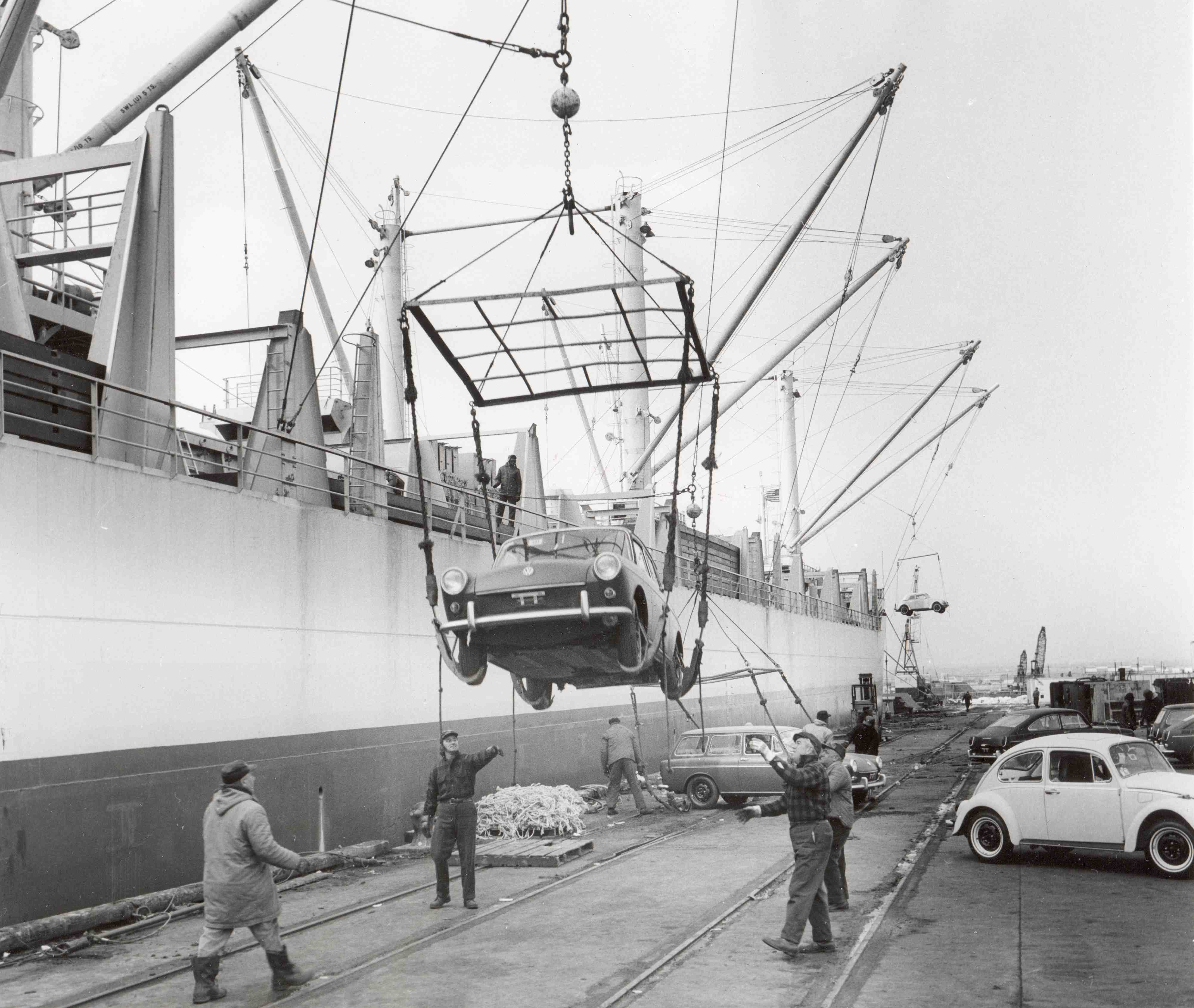
Overslag van Volkswagens in 1969

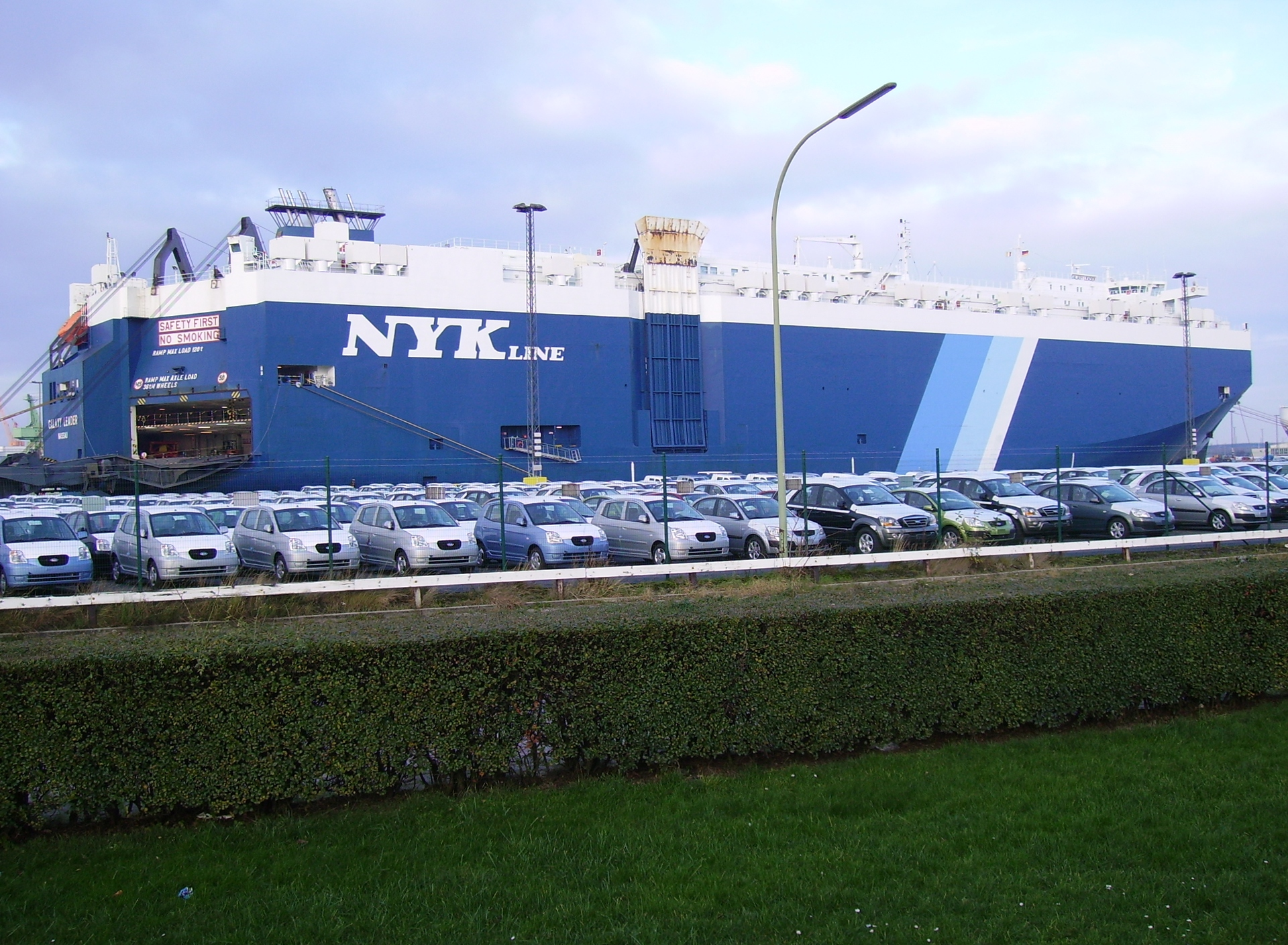
NYK Galaxy Leader aan de kade in Bremerhaven met de achterklep open voor het laden en lossen van voertuigen

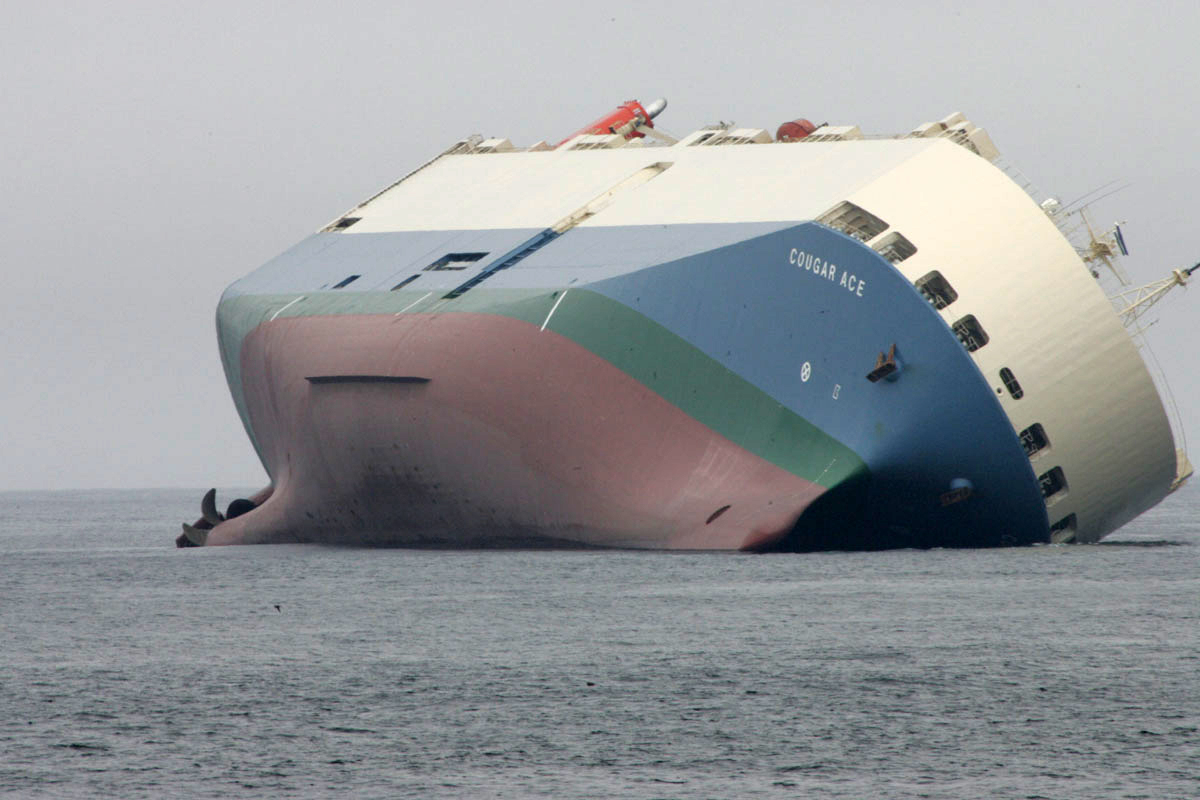
Autoschip Cougar Ace met zware slagzij na een fout van de bemanning bij het verpompen van ballastwater (juli 2006). Slechts een klein deel van het schip zit onder de waterlijn.

Een autoschip is een speciale versie van het roll-on-roll-offschip. Het is speciaal ontworpen om voertuigen over zee te vervoeren. Het heeft een doosachtige vorm om zoveel mogelijk voertuigen te kunnen vervoeren en is voorzien van laad- en losbruggen waarover de voertuigen op eigen kracht het schip in of uit kunnen rijden.

## Geschiedenis
In de  jaren 1960 kwamen de eerste speciale schepen voor het vervoer van voertuigen in de vaart. Het leger maakte al tijdens de Tweede Wereldoorlog gebruik van landingsvaartuigen waarmee voertuigen op eigen kracht aan land kwamen, maar voor commerciële doeleinden werden gewone vrachtschepen gebruikt. Voertuigen werden met kranen  in- en uitgeladen en dit proces kostte veel tijd.
Vanaf de jaren 1970 nam het internationale zeetransport van voertuigen sterk toe. De grote Japanse automobielfabrikanten richtten zich op exportmarkten en een grote stroom van voertuigen naar Amerika en Europa kwam op gang. In 1970 nam K-Line de Toyota Maru No. 10 in de vaart, die volledig was ingericht op het vervoer van auto’s, de eerste zogenoemde pure-car-carrier (PCC). Het schip had ruimte voor 4200 voertuigen. 
Andere typen zijn in de vaart gekomen die het mogelijk maakt naast auto’s ook andere lading mee te nemen, zoals:
- vrachtvoertuigen (pure-car-truck-carrier of PCTC);
- passagiers (roll-on-roll-off passengers of ROPAX);
- containers (container roll-on-roll-off of CONRO).

## Beschrijving
De autoschepen zijn duidelijk herkenbaar vanwege de hoekige, doosachtige opbouw boven de gehele romp. Deze vorm leidt tot een groot volume waardoor er veel capaciteit is voor voertuigen. Alles is overdekt waardoor alle voertuigen droog staan. Intern zijn vele dekken aangebracht, waarvan sommigen in hoogte verstelbaar zodat lading met verschillende afmetingen, bijvoorbeeld personen- en vrachtwagens, meegenomen kan worden. De voertuigen rijden op eigen kracht in en uit het vaartuig en hiervoor zijn aan de achterzijde en soms ook aan de zijkanten laadkleppen aangebracht. De dekken zijn intern met elkaar verbonden met bruggen waardoor voertuigen van het laaddek naar de diverse parkeerdekken kunnen rijden. 
Vanwege de vorm vangen de schepen veel wind. Dit kan een probleem opleveren bij in varen in smalle kanalen of bij bruggen. Bij de Calandbrug in Rotterdam is een speciaal windscherm gebouwd zodat autoschepen ook bij veel zijwind de brug kunnen passeren.
De ruimte in het schip heeft een open karakter. Er zijn diverse dekken maar deze zijn zo open mogelijk om veel voertuigen te vervoeren en het laden en lossen te bespoedigen. 
Voor het laden en lossen zijn chauffeurs nodig. De afstand tussen het schip en de parkeerplaats in de haven kan groot zijn. Vaak wordt een autobus gebruikt om de chauffeurs terug te brengen.
In geval van een ongeval kan het zeewater snel binnendringen en het schip tot zinken brengen.
Het grootste autoschip van 2011 tot 2015 was de Tønsberg van de Noorse rederij Wallenius Wilhelmsen Logistics's. Dit schip kan 8000 voertuigen vervoeren. Het is 265 meter lang, 32 meter breed en steekt 11 meter diep. Alle dekken hebben in totaal een oppervlakte van 50.000 m² en een volume van 138.000 m³.
Op 3 juni 2015 kwam de Höegh Target in de vaart. Dit was het eerste schip uit zes van de Horizon-klasse met een capaciteit van 8500 voertuigen. De dekken op dit schip hebben een totale oppervlakte van 71.400 m². In 2021 bestelde deze rederij twee autoschepen van de Aurora-klasse, deze worden geleverd in 2024 en krijgen een capaciteit van 9100 voertuigen.

## Markt
In 2022 werden wereldwijd iets meer dan 80 miljoen personenwagens geproduceerd. Hiervan worden ongeveer 14 miljoen met zeeschepen naar de klanten vervoerd. De drie belangrijkste Aziatische exporteurs zijn achtereenvolgens Japan, Zuid-Korea en de Volksrepubliek China. In 2003 werden zo’n 8,5 miljoen voertuigen verscheept, waarvan 4,3 miljoen uit Japan en 1,8 miljoen uit Zuid-Korea.
In 2013 waren de grootste rederijen met autoschepen drie Japanse rederijen. MOL Group met circa 120 schepen onder beheer was de grootste, direct gevolgd door NYK op een kleine achterstand. Op de vierde tot zesde plaats staan, K-Line, EUKOR, Höegh en Wallenius Wilhelmsen Logistics's (WWL). WWL had toen zo'n 50 autoschepen in de vaart.
Per jaareinde 2022 was Wallenius Wilhelmsen, inclusief EUKOR, de grootste rederij met 109 autoschepen en een capaciteit van 743.000 voertuigen. Op de tweede plaats stond NYK met 104 schepen en MOL op plaats drie met 83 schepen. In totaal waren er dat jaar 679 autoschepen met een totale capaciteit van iets meer dan vier miljoen voertuigen. De gemiddelde capaciteit per autoschip kwam daarmee uit op 6000 voertuigen, al zijn in dit overzicht alleen schepen opgenomen met een capaciteit van meer dan 2000 voertuigen. 

## Trivia
- Op 25 juli 2023 brak brand uit op het autoschip Fremantle Highway. Het was onderweg van Bremerhaven,  via het Suezkanaal, naar Singapore. Het vervoerde volgens de reder 3784 nieuwe auto's, waaronder 498 elektrische.[9] De bemanning kon de brand niet blussen.[10] De kapitein rapporteerde aan de hulpdiensten dat de brand ontstaan was in de accu van een elektrische auto.[11] Na het bluussen van de brand kwam het schip op 3 augustus aan in Eemshaven.